# Mai Nghiên Lăng
Mai Nghiên Lăng (梅妍凌; bính âm: Méi Yánlíng) là hoa hậu Trung Quốc năm 2008.
Mai Nghiên Lăng sinh ngày 12/12/1983 tại thành phố Đại Liên tỉnh Liêu Ninh của Trung Quốc. Vào ngày 31/7/2008 đương kim Hoa hậu Thế giới 2007, Trương Tử Lâm, đã trở về quê hương trao lại vương miện Hoa hậu Trung Quốc năm 2008 cho cô và cô đại diện cho đất nước Trung Quốc tham dự chung kết Hoa hậu Thế giới 2008 tại Johannesburg, Nam Phi. Cô có chiều cao là 1m80 và theo học tại Đại học Sydney của Úc. Với vốn tiếng Anh trôi chảy và khả năng giao tiếp tốt, đất nước Trung Quốc tiếp tục đặt hết kì vọng vào cô sẽ được chính người đồng hương Trương Tử Lâm trao lại chiếc vương miện Hoa hậu Thế giới lần thứ 58.